# Istituto Romeno di Cultura e Ricerca Umanistica

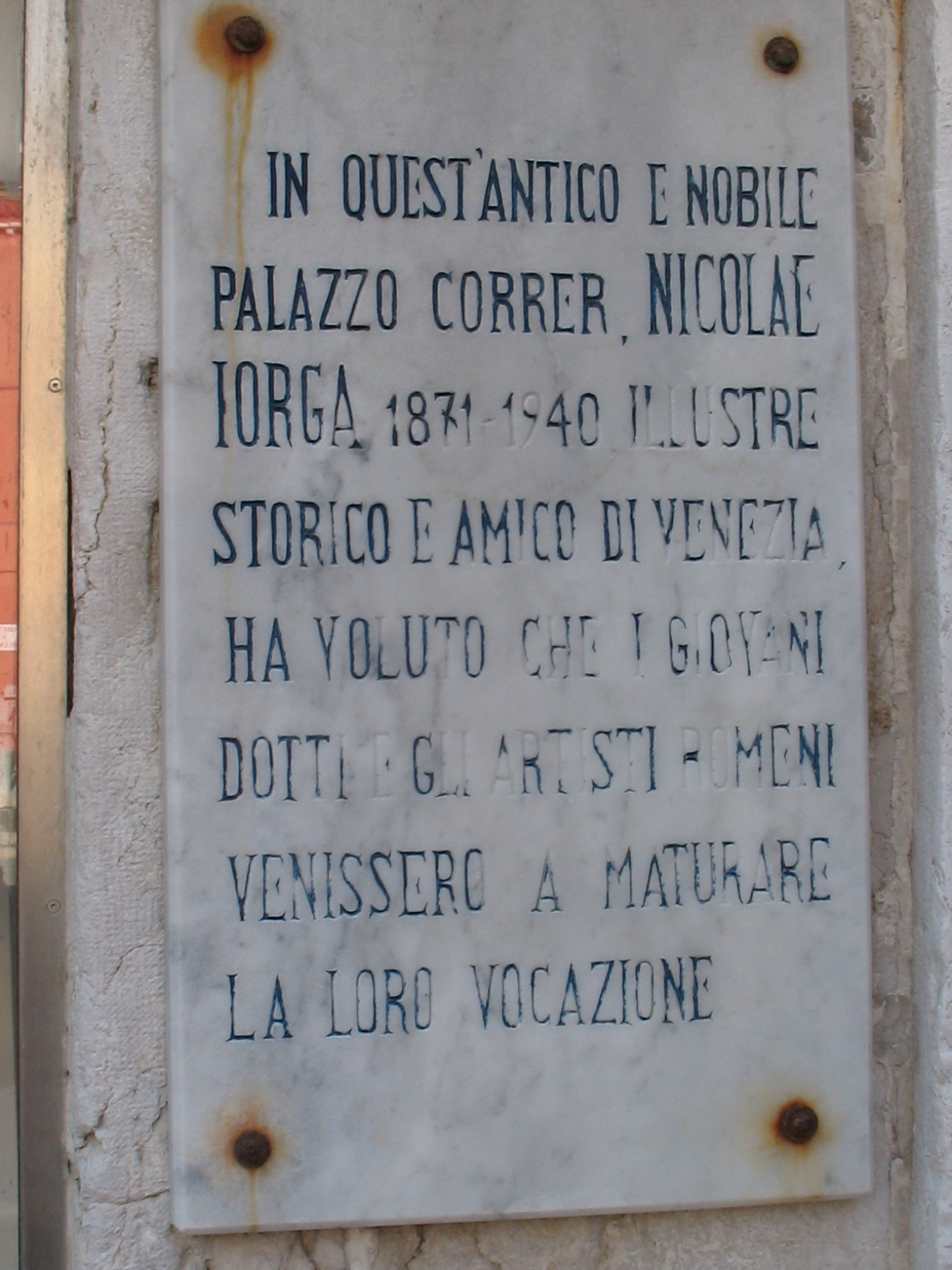
Gedenktafel zur Erinnerung an Nicolae Iorga

Das Istituto Romeno di Cultura e Ricerca Umanistica (sinngemäß: Rumänisches Institut für Kultur und Humanistische Forschung) ist eine von Rumänien 1928/1930 eingerichtete und seit 1988 wiederbelebte, schließlich 1992 eröffnete kulturwissenschaftliche Institution, die sich in Venedig, genauer im Palazzo Correr am Campo Santa Fosca, bzw. der Strada nova, im Stadtteil Cannaregio befindet.
Dabei handelt es sich um eine von 20 Einrichtungen dieser Art, die das Institutul Cultural Român, das in Bukarest ansässig ist, unterhält. Jährlich erscheint seit 1999 das Annuario dell'Istituto romeno di cultura e ricerca umanistica di Venezia sowie seit 2001 die Quaderni della Casa Romena.